# Joaquín Aguirrezabala
Joaquín Miguel de Aguirrezabala y Lasa fue un médico argentino de origen español de fines del siglo XIX.

## Biografía
Joaquín Aguirrezabala nació en Amézqueta, Guipúzcoa en 1860, hijo de Miguel Antonio de Aguirrezabala.
Muy joven aun su familia se afincó en Gualeguay, provincia de Entre Ríos.
Recibido de médico en la Facultad de Medicina de la Universidad de Buenos Aires, Joaquín Aguirrezabala desarrolló su profesión en Gualeguay convirtiéndose en uno de sus más destacados vecinos.
Casó con Ernestina Laurencena y tuvo al menos un hijo, Miguel Antonio, nacido en Gualeguay el 20 de junio de 1897.
Fue designado cónsul de España en la ciudad y desempeñaba ese cargo en 1914.
Falleció en su ciudad adoptiva. Una plaza de Gualeguay recibió su nombre y en 1919 se inauguró allí una estatua de bronce de su persona. En su base lleva inscripta la leyenda «Dr. Joaquín Aguirrezabala. Ciencia – Laboriosidad – Filantropía».